# Diocesi di Cieszyn
La diocesi di Cieszyn (in polacco: Diecezja cieszyńska) è una sede della Chiesa evangelica augustana in Polonia. È retta dal vescovo Adrian Korczago.

## Territorio
La Diocesi di Cieszyn comprende il distretto di Bielsko-Biała e il distretto di Cieszyn nel Voivodato di Slesia, che comprende principalmente la parte polacca della regione storica della Slesia di Cieszyn (solo la parrocchia di Biała non si trova nella regione storica della Slesia di Cieszyn).

## Storia
La Slesia di Cieszyn è stata storicamente abitata da una forte minoranza luterana fin dal XVI secolo. Dopo la promulgazione della patente di tolleranza nel 1781, furono istituite nella regione diverse parrocchie. Dopo la prima guerra mondiale, in seguito alla caduta dell'Austria-Ungheria, con la guerra polacco-cecoslovacca e la divisione della Slesia di Cieszyn nel 1920, le parrocchie della regione furono annesse alla seconda Repubblica di Polonia. La diocesi fu eretta nel 1936.

## Cronotassi dei vescovi
- Paweł Nikodem (1937 - 1954)
  - Sede vacante (1954-1957)
- Adam Wegert (1957 - 1980)
- Jan Szarek (3 maggio 1980 - 24 novembre 1991)
- Paweł Anweiler (9 febbraio 1992 - 21 novembre 2015)
- Adrian Korczago, dal 6 gennaio 2016

## Parrocchie
| Parrocchia                    | Istituzione | Chiese | Immagine                                 |
| ----------------------------- | ----------- | --- | ---------------------------------------- |
| Biała (Bielsko-Biała)         | 1781        | Chiesa di Martin Lutero a Bielsko-Biała; cappella a Salmopol;                                                      | Marthin Luther Church in Bielsko-Biała   |
| Bielsko (Bielsko-Biała)       | 1782        | Chiesa del Salvatore a Bielsko-Biała;                                                                              | Saviour Church in Bielsko-Biała          |
| Stare Bielsko (Bielsko-Biała) | 1814        | Chiesa di san Giovanni Battista a Bielsko-Biała; cappella a Kamienica (Bielsko-Biała)                              | John the Baptist Church in Bielsko-Biała |
| Bładnice                      | 2000        | Chiesa luterana a Bładnice                                                                                         |                                          |
| Brenna-Górki                  | 1992        | Chiesa luterana a Brenna; cappella a Górki;                                                                        |                                          |
| Cieszyn                       | 1709        | Chiesa di Gesù a Cieszyn; cappelle a Bażanowice, Gumna, Hażlach, Krasna, Marklowice, Ogrodzona, Puńców e aZamarski |                                          |
| Cisownica                     | 1986        | Chiesa luterana a Cisownica;                                                                                       |                                          |
| Czechowice-Dziedzice          |             | Chiesa luterana a Czechowice-Dziedzice;                                                                            |                                          |
| Dzięgielów                    | 2005        | Chiesa luterana a Dzięgielów;                                                                                      |                                          |
| Drogomyśl                     | 1788        | Chiesa luterana a Drogomyśl; cappelle a Pruchna e a Bąków;                                                         |                                          |
| Goleszów                      | 1785        | Chiesa luterana a Goleszòw; cappelle in Godziszów, Kisielów, Kozakowice Dolne e a Leszna Górna;                    |                                          |
| Istebna                       | 1999        | Chiesa luterana a Istebna;                                                                                         |                                          |
| Jaworze                       | 1782        | Chiesa luterana a Jaworze; cappelle a Jasienica, Wapienica e a Świętoszówka                                        |                                          |
| Międzyrzecze                  | 1864        | Chiesa luterana a Międzyrzecze Górne; cappella a Mazańcowice                                                       |                                          |
| Skoczów                       | 1866        | Chiesa luterana a Skoczów; cappelle a Dębowiec, Pierściec e a Simoradz                                             |                                          |
| Ustroń                        | 1785        | Chiesa luterana a Ustroń; cappelle a Dobka, Polana e a Lipowiec                                                    |                                          |
| Wieszczęta-Kowale             | 1994        | Chiesa luterana a Wieszczęta;                                                                                      |                                          |
| Wisła-Centrum                 | 1782        | Chiesa luterana a Wisła;                                                                                           |                                          |
| Wisła-Czarne                  | 1994        | Chiesa luterana a Wisła-Czarne;                                                                                    |                                          |
| Wisła-Głębce                  | 1994        | Chiesa luterana a Wisła-Głębce;                                                                                    |                                          |
| Wisła-Jawornik                | 1994        | Chiesa luterana a Wisła-Jawornik;                                                                                  |                                          |
| Wisła-Malinka                 | 1994        | Chiesa luterana a Wisła-Malinka;                                                                                   |                                          |